# Peter Bieri
Peter Bieri (Berna, 23 de junio de 1944-Berlín, 27 de junio de 2023) fue un filósofo y escritor suizo germanófono más conocido por su pseudónimo Pascal Mercier.

## Biografía
Bieri estudió filosofía, filología inglesa y estudios indios en Londres y Heidelberg donde le otorgaron un doctorado Dieter Henrich y Ernst Tugendhat 
Por su trabajo sobre la Filosofía del espacio y el tiempo.  Después trabajó como asistente científico de filosofía en la Universidad de Heidelberg.
Bieri cofundó la unidad de investigación "Cognición y Cerebro" en la Deutsche Forschungsgemeinschaft. y sus investigaciones se orientaron a la filosofía de la mente, la epistemología y la ética. De 1990 a 1993, fue profesor de historia de la filosofía en la Universidad de Marburgo y a partir de 1993 enseñó filosofía en la Universidad Libre de Berlín.

## Obra
- Pascal Mercier: Perlmanns Schweigen. Albrecht Knaus, Múnich 1995.
- Pascal Mercier: Der Klavierstimmer. Albrecht Knaus, Múnich 1998.
- Peter Bieri: Das Handwerk der Freiheit. Hanser, Múnich 2001.
- Pascal Mercier: Nachtzug nach Lissabon, Múnich 2004
- Pascal Mercier: Lea (Novelle). Hanser, Múnich 2007.